# Altopiano di Cascina
L'altopiano di Cascina è un altopiano carsico situato in Abruzzo, in provincia dell'Aquila, all'interno del territorio di Cagnano Amiterno. È classificato come sito di interesse comunitario (SIC).

## Geografia
L'altopiano è situato nell'alta valle dell'Aterno e ricompreso nel territorio del comune di Cagnano Amiterno (AQ). Si estende per circa 8 km in lunghezza e 4 km in larghezza, ad un'altitudine di poco superiore ai 1000 m s.l.m. È delimitato a nord-ovest dai Monti dell'Alto Aterno e a sud-est dal gruppo montuoso di Monte Calvo e da quello di Monte Giano che costituiscono il confine con il Lazio.
Il clima è tipicamente continentale con forti escursioni termiche. Durante la stagione invernale sono molto frequenti le precipitazioni nevose; in questo periodo la piana fa registrare minime a doppia cifra fino anche a -20 °C.

### Accessibilità
L'altopiano è raggiungibile, con la S.P. 30, sia dall'Aquila (attraverso la frazione di Preturo e il valico di Forcella) sia da Cagnano Amiterno (attraverso la frazione di Termine). Dista circa 5 km da Cagnano Amiterno e 18 km dall'Aquila.

## Storia
L'attività dell'uomo nell'altopiano di Cascina si riconduce generalmente alla decadenza dell'antica città sabina di Amiternum e alla progressiva dispersione dei suoi abitanti nelle località circostanti. Nel XII secolo si sviluppò il castello autonomo di Cascina che, nel secolo successivo, prese parte alla fondazione dell'Aquila eleggendo la propria chiesa nel quarto di San Pietro. Successivamente, il borgo cadde in rovina venendo acquistato dall'Aquila nel 1630 e, infine, accorpato al territorio di Cagnano Amiterno nel 1861.
I ruderi del castello — collocati ad un'altitudine di 1110 m s.l.m in posizione predominante sull'altopiano, alla propaggine occidentale del Monte Pizzi (1316 m) — sono ancora oggi visibili e visitabili.

## Economia
Cascina è un luogo storicamente adibito al pascolo e alla coltivazione di legumi e patate. L'altopiano è, inoltre, una meta turistica e naturalistica con presenza di agriturismi e percorsi di trekking a piedi, a cavallo e in mountain bike.